# داربو ۱۸۷۳۴
سیارک ۱۸۷۳۴ (به انگلیسی: 18734 Darboux، نامگذاری:1998MY1) هجده هزار و هفتصد و سی و چهارمین سیارک کشف شده‌است که در ۲۰ ژوئن ۱۹۹۸ کشف شد.
قدر مطلق سیارک برابر ۱۴٫۷۰ است.